# Álvaro Pombo
Pour les articles homonymes, voir Pombo, Garcia et Rios.
Œuvres principales
- Du côté des femmes
- La fortuna de Matilda Turpin
- El temblor del héroe

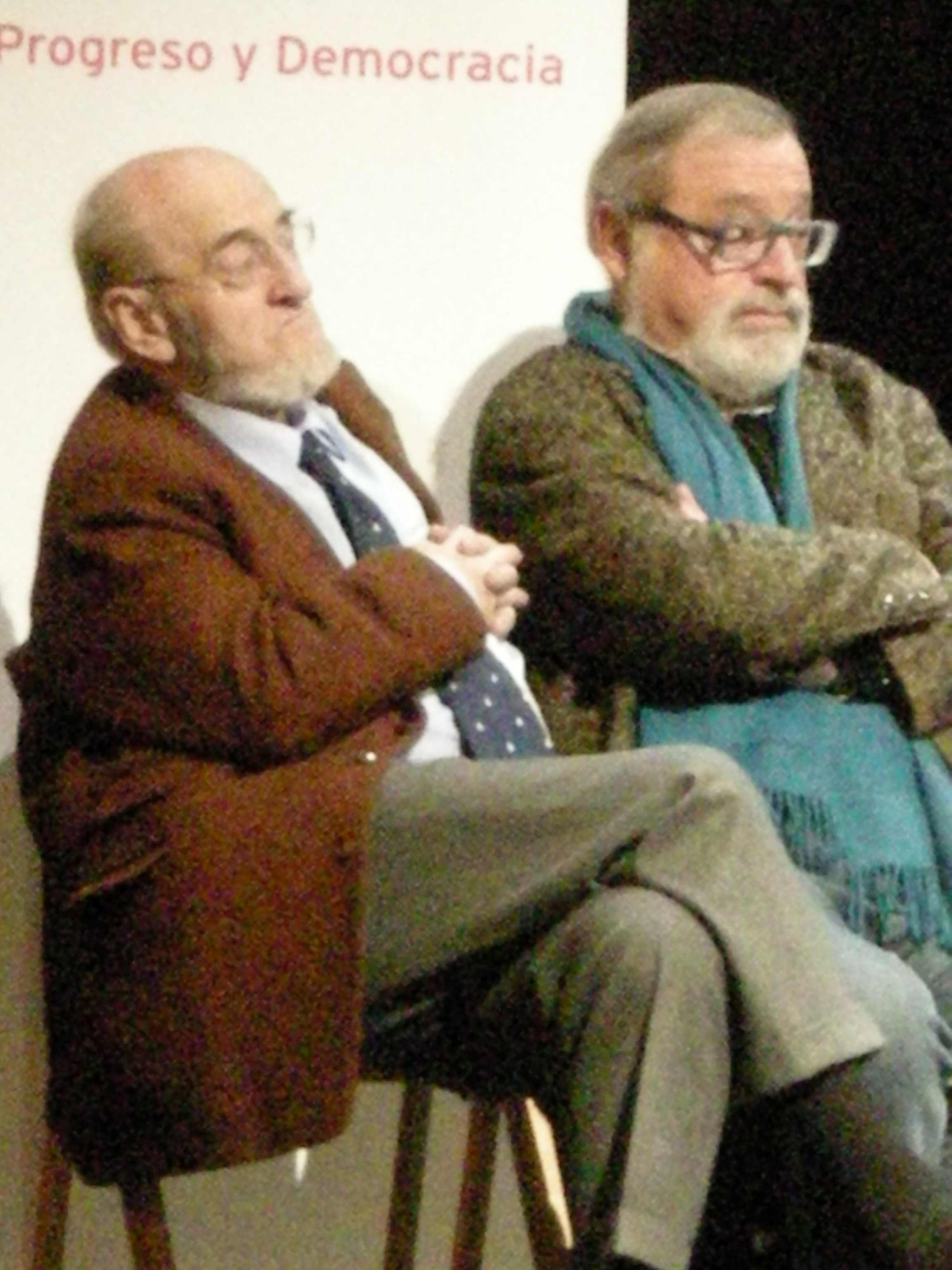
Álvaro Pombo et Fernando Savater en 2008.

Álvaro Pombo García de los Ríos, né le 23 juin 1939 à Santander, est un poète, romancier et homme politique espagnol.
Depuis 2008, Pombo est un collaborateur actif du parti UPyD, où il représente l'aile la plus progressiste.
Membre de l'Académie royale espagnole au siège J depuis 2004, il est lauréat de nombreux prix, aussi bien en narration qu'en poésie, dont le Prix national de Narration en 1997 pour Du côté des femmes (Donde las mujeres), le Prix Planeta 2006 pour La Fortuna de Matilda Turpin et le Prix Nadal en 2012 pour El temblor del héroe. Il reçoit le Prix Cervantes en 2024.

## Biographie
Il fait des études de lettres et de philosophie à Madrid puis à Londres, où il vit de 1966 à 1977. Il publie en 1973 son premier recueil de poèmes, Protocolos. Il reçoit le prix El Bardo avec Variaciones en 1977. La même année, il publie un recueil de nouvelles, Relatos sobre la falta de substancia, dont certaines manifestent déjà un caractère homosexuel.
En 1983, il reçoit à Madrid où il s'est installé le premier Prix Herralde du Roman avec Le Héros des mansardes de Mansart (El héroe de las mansardas de Mansard), paru chez Anagrama, édition où sont parus tous ses romans.
Son style, unique et original, bien qu'il soit classé dans le « réalisme subjectif », l'a tout de suite placé parmi les figures essentielles des lettres espagnoles. Sa maîtrise du langage, propre à un véritable poète, et l'emploi frappant et contagieux de l'humour dans tous ses romans caractérisent une prose unique, louée par les critiques et les écrivains de tous horizons.
Passionné d'histoire médiévale et de philosophie phénoménologique, il mêle dans tous ses livres l'analyse psychologique et les préoccupations philosophiques. Lui-même définit sa méthode littéraire comme de la « psychologie-fiction ».
Ses premières œuvres peuvent passer pour pessimistes, car elles présentent toujours des situations, des arguments et des personnages sans espoir, mais son œuvre narrative connaît un tournant avec la publication de Le Mètre de platine iridié [El metro de platino iridiado), paru en 1990, peut-être son chef-d'œuvre, pour lequel il reçoit le Prix national de la Critique. Dans ce roman, Pombo commence à pratiquer ce qu'il nomme « la poétique du Bien », où l'éthique, l'humanité et en définitive, le Bien, paraissent être l'objectif de son travail. Dans l'un de ses derniers romans, Contra natura, Pombo exprime ses critiques envers une « mercantotechnie » et une trivialisation excessives de l'homosexualité qui, selon lui, est en train d'envahir une partie de la communauté.
Álvaro Pombo est reçu à l'Académie royale espagnole le 20 juin 2004, sa candidature ayant été proposée par Luis María Ansón, Luis Mateo Díez et Francisco Rico. Il occupe le fauteuil j qu'a laissé à sa mort Pedro Laín Entralgo. Son discours d'entrée à l'Académie s'intitule Verosimilitud y Verdad ; Pombo y réfléchit sur l'utilité de réserver le terme « vérité » pour le raisonnement et « vraisemblance » pour le récit contemplatif.
Le 16 octobre 2006, il reçoit le prix Planeta, le plus populaire des prix littéraires en Espagne, pour son roman La fortuna de Matilda Turpin.
Il a publiquement évoqué son homosexualité dans de nombreux entretiens où il donne son opinion sur divers problématiques sur le sujet, dont le mariage homosexuel.

## Œuvre

### Romans
- El héroe de las mansardas de Mansard (1983) — Premio Herralde de Novela Publié en français sous le titre Le Héros des mansardes de Mansart, traduit par André Rougon, Paris, Éditions Belfond, coll. « Littératures étrangères », 1985  (ISBN 2-7144-1811-2)
- El hijo adoptivo (1986) Publié en français sous le titre Le Fils adoptif, traduit par André Gabastou, Paris, Christian Bourgois, 1992  (ISBN 2-267-01049-6)
- Los delitos insignificantes (1986) Publié en français sous le titre Des crimes insignifiants, Paris, Gallimard, coll. « Du monde entier », 1988  (ISBN 2-07-071285-0)
- El parecido (1988)
- El metro de platino iridiado (1990) — Premio de la Crítica de narrativa castellana Publié en français sous le titre Le Mètre de platine iridié, traduit par André Gabastou, Paris, Christian Bourgois, 1998  (ISBN 2-267-01443-2)
- Aparición del eterno femenino contada por S. M. el Rey (1993) Publié en français sous le titre Apparition de l'éternel féminin, traduit par Nelly Lhermillier, Paris, Christian Bourgois, 2013  (ISBN 978-2-267-02478-4)
- Telepena de Celia Cecilia Villalobo (1995)
- Vida de San Francisco de Asís (1996)
- Donde las mujeres (1996) — Prix national de Narration Publié en français sous le titre Du côté des femmes, traduit par Denise Laroutis, Paris, Christian Bourgois, 1998  (ISBN 2-267-01444-0)
- Cuentos reciclados (1997)
- La cuadratura del círculo (1999) — Premio Fastenrath Publié en français sous le titre La Quadrature du cercle, traduit par Nelly Lhermillier, Paris, Christian Bourgois, 2002  (ISBN 2-267-01598-6)
- El cielo raso (2001) — Premio Fundación José Manuel Lara Publié en français sous le titre Ciel de lit, traduit par Nelly Lhermillier, Paris, Christian Bourgois, 2004  (ISBN 2-267-01721-0)
- Una ventana al norte (2004) Publié en français sous le titre Une fenêtre au nord, traduit par Jean-Marie Saint-Lu, Paris, Christian Bourgois, 2006  (ISBN 2-267-01822-5)
- Contra natura (2005)
- La fortuna de Matilda Turpin (2006) — Prix Planeta
- La previa muerte del lugarteniente Aloof (2009)
- El temblor del héroe (2012) — Prix Nadal
- Quédate con nosotros, Señor, porque atardece (2013)
- La transformación de Johanna Sansíleri (2014)
- Un gran mundo (2015)
- La casa del reloj (2016)

### Recueils de nouvelles
- Relatos sobre la falta de sustancia (1977) Publié en français sous le titre Les Êtres immatériels, traduit par André Gabastou, Paris, Christian Bourgois, 1990  (ISBN 2-267-00709-6)
- Alrededores (2002)

### Poésie
- Protocolos (1973)
- Variaciones (1977) - Premio El Bardo
- Hacia una constitución poética del año en curso (1980)
- Protocolos para la rehabilitación del firmamento (1992)
- Protocolos, 1973-2003 Poesías completas (2004)
- Los enunciados protocolarios (2009)